# Вій. Історія розказана наново (комп'ютерна гра)
«Вій. Історія розказана наново» (рос. «Вий. История рассказанная заново») — пригодницька відеогра (квест), адаптація класичної повісті Миколи Гоголя «Вій». Дебютний проєкт української компанії «Crazy House», раніше відомої як «Дядюшка Рисеч».

## Сюжет
Якось вночі головний герой — семінарист Хома Брут, вбив відьму. Незабаром його викликають відпівати протягом трьох ночей молоду панночку, яка і виявляється тією самою відьмою, що зараз хоче помститися Хомі. Реальність і втілення народних вірувань переплітаються, коли Хома 3 ночі обороняється від різної нечисті: відьом, упирів, вурдалаків і, нарешті, самого намісника Сатани на Землі — жахливого Вія…

## Ігровий процес
Ігровий процес являє собою відеоквест. На фоні віртуальних декорацій використано зрежисоване відео з реальними акторами. Гравець керує Хомою Брутом, головним персонажем гри. Для взаємодії з ігровим світом використовується динамічне інтерактивне середовище. Усі дії з об'єктами, предметами і персонажами, а також переміщення між локаціями, виконуються за допомогою комп'ютерної мишки по типу «point-and-click».
В правій крайній частині ігрового екрану знаходиться панель інтерфейсу. Тут знаходиться зона інвентарю. Над інвентарем є активний елемент у вигляді портрету Гоголя, який можна використовувати, щоб почути якийсь коментар стосовно подій.
Ігрові заставки в грі подані як у вигляді відео, так і у вигляді картинок. Багато з них коментуються закадровим голосом Гоголя.

## Розробка
Для створення гри в зйомках були залучені професійні актори українського театру і кіно, які грали усіх персонажів, за винятком чудовиськ, які були зроблені на комп'ютері. Актори (а також деякі предмети, з якими потрібно взаємодіяти під час гри) знімались на синьому фоні, на який потім за допомогою комп'ютера накладались віртуальні декорації (пейзажі сіл, приміщення будинків). Декорації були зроблені на основі фотографій, зроблених творцями гри в Музеї народної архітектури та побуту України біля села Пирогів поблизу Києва.

### Акторський склад
- Хома Брут — Михайло Озеров
- Панночка — Катерина Качан
- Сотник — народний артист України Володимир Маляр
- Козак Явтух — заслужений артист Молдови Олександр Васильєв
- Козак Дорош — заслужений артист України Петро Рачинський
- Козак Оверко — Анатолій Подорожко
- Відьма — заслужена артистка України Олена Качан
- Микола Гоголь — Євген Романенко
- Кухарка — заслужена артистка України Лідія Погорєлова
- Богослов Халява — Ігор Арнаутов
- Молодиця-гадалка — Наталя Шапошникова
- Тиберій Горобець — Едуард Безрідний
- Шинкар — Олександр Тартишников
- Коваль — Андрій Борисенко
- Ректор — заслужений артист України Микола Мох
- Баба-шептуха — заслужена артистка України Римма Кирина
- Молодиця в хліву — Олена Федюкевич
- Дівчинка — Оксана Лихота
- Бабка-відунка — Олена Тимофієнко
- Дячок — Сергій Кривий
- Табунщик — Роман Жиров

## Схожість з повістю
Гра дуже чітко слідує тексту оригінальної повісті — бережно перенесено усі основні події, усіх персонажів і фрази. Однак є певні відмінності — в гру додано кілька нових ключових персонажів (наприклад, Гадалка). Також, офіційна кінцівка відрізняється від тої, яка є в повісті — Хома має залишитися живим. І хоча в процесі гри можна допустити загибель головного героя, як це відбувається в повісті, саме виживання Хоми є правильно кінцівкою. Персонажі в грі розмовляють російською мовою з частим додаванням українських слів і фраз, деякі персонажі говорять повністю українською.

## Реакція на гру
Гра отримала в цілому позитивну оцінку від критиків і геймерів. Найвідоміший український комп'ютерний журнал «Домашній ПК» поставив грі 4 бали з 5, відзначивши оригінальний геймплей, автентичні декорації, атмосферність та альтернативні рішення головоломок, однак з негативних сторін визначив невелику тривалість гри та нижчий рівень хорору в порівнянні з повістю.